# Karsten Thorn
Karsten Thorn (* 1963 in Trier) ist Rechtswissenschaftler und seit 2004 Inhaber des Lehrstuhls für Bürgerliches Recht, Internationales Privat- und Handelsrecht und Rechtsvergleichung an der Bucerius Law School in Hamburg, sowie Direktor des Center for International Dispute Resolution an der Bucerius Law School. Nach der Ernennung von Doris König zur Richterin des Bundesverfassungsgerichts war Thorn von Juni 2014 bis Juni 2015 kommissarischer Präsident der Bucerius Law School.

## Leben
Thorn studierte Rechtswissenschaft in Trier und legte 1988 das erste juristische Staatsexamen ab. Danach erwarb er einen Master of Laws an der Georgetown University, bevor 1993 das zweite Staatsexamen folgte. Von 1992 bis 2004 war er wissenschaftlicher Mitarbeiter bzw. Assistent an der Universität Trier bei Bernd von Hoffmann. 1996 wurde Karsten Thorn mit einer Arbeit über das Thema „Der Mobiliarerwerb vom Nichtberechtigten“ promoviert. Von 2000 bis 2007 war er Gastdozent an den Universitäten Orléans und Metz. Die Habilitation folgte 2004 mit einer Arbeit über „Die Koordinierung von Privatrechtsordnungen durch Anwendung ausländischen Kollisionsrechts“. Im selben Jahr nahm er einen Ruf an die Bucerius Law School an, wo er seitdem Inhaber des Lehrstuhls für Bürgerliches Recht, Internationales Privat- und Handelsrecht und Rechtsvergleichung ist.
Thorns Forschungsschwerpunkte liegen im Internationalen Privatrecht, insbesondere im Schuld- und Sachenrecht sowie Familien- und Erbrecht, im Internationalen Zivilverfahrensrecht, in der Internationalen Handelschiedsgerichtsbarkeit sowie im Urheberrecht. An der Bucerius Law School lehrt er Bürgerliches Recht, Internationales Privatrecht, internationales Handelsrecht, internationales Zivilverfahrensrecht und Rechtsvergleichung.
Karsten Thorn ist Mitherausgeber der Zeitschrift IPRax und des Standardkommentars zum BGB, dem Grüneberg (vormals Palandt), in dem er das Internationale Privatrecht kommentiert. Daneben ist Thorn Autor zahlreicher (Groß-)Kommentierungen zum Internationalen Privatrecht, unter anderem im Staudinger und im Standardwerk von Rauscher. Darüber hinaus ist Thorn Co-Autor eines Standardlehrbuchs zum Internationalen Privatrecht.
Von 2005 bis 2009 leitete er zusammen mit Professoren der Cornell University Law School and Kenneth Wang Law School der Soochow-Universität das Suzhou Summer Law Institute, an dem jährlich etwa 100 Studenten aus Deutschland, den USA und China teilnehmen. An der China Europe International Business School in Shanghai lehrt er in einem MBA-Programm internationales Handelsrecht.
2010 und 2016 hielt Thorn Vorträge im Rahmen der Sommerkurse der renommierten Hague Academy of International Law, zuletzt zum Schutz strukturell unterlegener Unternehmer im Internationalen Privatrecht. Seit 2018 ist er gemeinsam mit Stefan Kröll Direktor des Center for International Dispute Resolution an der Bucerius Law School.
Thorn ist Mitglied des Deutschen Rats für Internationales Privatrecht. Seit 2017 ist Thorn Ratsmitglied der Deutschen Gesellschaft für Internationales Recht, in deren Vorstand er 2023 gewählt wurde.

## Publikationen
- mit Angelika Fuchs, Wolfgang Hau: Fälle zum Internationalen Privatrecht mit internationalem Zivilverfahrensrecht. 5. Auflage. Beck, München 2019, ISBN 978-3-406-72487-9.
- mit Bernd von Hoffmann: Internationales Privatrecht einschließlich der Grundzüge des internationalen Zivilverfahrensrechts. 9. neubearbeitete Auflage. Beck, München 2007, ISBN 978-3-406-55976-1.
- Thomas Rauscher (Hrsg.): Europäisches Zivilprozess- und Kollisionsrecht EuZPR/EuIPR, Band III: Rom I-VO, Rom II-VO. 4. neubearbeitete Auflage. Otto Schmidt, Köln 2016, ISBN 978-3-504-47204-7.
- Der Mobiliarerwerb vom Nichtberechtigten (Dissertation). Nomos, Baden-Baden 1996, ISBN 3-7890-4376-1.